# Leptacis tipulae
Leptacis tipulae är en stekelart som först beskrevs av Kirby 1798.  Leptacis tipulae ingår i släktet Leptacis och familjen gallmyggesteklar. Arten är reproducerande i Sverige. Inga underarter finns listade i Catalogue of Life.